# 前川かずお (漫画家)
前川 かずお（まえかわ かずお）は、日本の漫画家。愛知県出身。
1996年、講談社開催の第34回ちばてつや賞において『そんなボクらの告白』がヤング部門に入選（期待賞）。『ヤングマガジン増刊エグザクタ』にて『闘技創世紀伝 DEI48』でデビュー。その後、同作をリニューアルした『闘破蛇烈伝DEI48』を『週刊ヤングマガジン』にて連載（後に『別冊ヤングマガジン』に移籍）。
前川☆工房の名義でも作品を発表している。
なお、『ズッコケ三人組』シリーズの挿絵などで知られる前川かずおとはまったく同一のペンネームであるが別人。自身のサイトではトップページに漫画家の前川たけしの名前も上げて、人違いの可能性への注意文を載せていた。

## 作品リスト

### 前川かずお 名義
- 花鳥風月（原作：森橋ビンゴ、『近代麻雀』、竹書房）全1巻
- 逆転裁判（脚本：黒田研二、『別冊ヤングマガジン』・『週刊ヤングマガジン』、講談社）全5巻
- 逆転検事（脚本：黒田研二、『週刊ヤングマガジン』・『月刊ヤングマガジン』、講談社）全4巻
- クラック・ハウンド（原作：榊一郎、『ヤングアニマル嵐』、白泉社）全3巻
- シュラバカ!（『ヤングアニマル』、白泉社）全2巻
- 闘技創世紀伝 DEI48（原作：島久、『ヤングマガジン増刊エグザクタ』、講談社）全1巻
- 闘破蛇烈伝DEI48（原案協力：島久、『週刊ヤングマガジン』・『別冊ヤングマガジン』、講談社）全11巻
- ブラックアウト（原作：黒井嵐輔、小学館クリエイティブ）
- ナナヲチートイツ（原作：森橋ビンゴ、『近代麻雀オリジナル』、竹書房）全3巻
  - ナナヲチートイツ -紅龍-（原作：森橋ビンゴ、『近代麻雀』、竹書房）既刊3巻
- ややBUSU（『週刊ヤングマガジン』、講談社）全3巻
- たちまち はだかの業界物語（原作：安田理央、『ゴラクエッグ』連載、日本文芸社）全1巻
- ゴールデン桜（原作：岡田紗佳、『近代麻雀』連載、竹書房）既刊2巻

### 前川☆工房 名義
- コスプレHキーパーうめちゃん（『comicキャンドール』、実業之日本社）全1巻
- THE SEX FILES （『ヤングコミック』、少年画報社）全1巻